# 釧路赤十字病院
釧路赤十字病院（くしろせきじゅうじびょういん）は、北海道釧路市にある病院。北海道内初となる総合周産期母子医療センターに指定されており、釧根地区における周産期・小児救急医療の拠点病院になっている。また、院内に居宅介護支援事業所、訪問看護ステーションを併設している。

## 沿革
釧路赤十字病院の歴史は、1904年（明治37年）創設の「釧路博済病院」に端を発している。太平洋戦争の最中には陸軍に接収されたが、1945年（昭和20年）に「釧路赤十字病院」として開設した。1959年（昭和34年）に現在地へ移転して総合病院となった。1983年（昭和58年）には地上8階建ての病院棟が完成した。2003年（平成15年）には3期に渡る増改築工事が竣工した。

## 機関指定
| 保険医療機関                             | 救急告示病院（救急指定病院）       |
| 二次救急指定病院                         | 釧路・根室地方小児救急医療拠点病院 |
| 総合周産期母子医療センター               | エイズ治療拠点病院                 |
| 国民健康保険療養取扱機関                 | 労災保険法指定病院                 |
| 生活保護法指定病院                       | 公務災害指定病院                   |
| 性病予防法指定病院                       | 結核予防法指定病院                 |
| 指定自立支援医療病院（更生、育成、精神） | 母体保護法指定病院                 |
| 養育医療指定病院                         | 身体障害者福祉法指定病院           |
| 原子爆弾被爆者一般疾病医療取扱機関       | 臨床研修指定病院                   |
| 児童福祉施設設置認可病院                 |                                    |

## 診療科等
診療科
- 内科
- 小児科
- 外科
- 整形外科
- 泌尿器科
- 皮膚科
- 耳鼻咽喉科
- 眼科
- 産婦人科
- 麻酔科
- 精神科
- 歯科口腔外科
- 病理診断科

部門
- 看護部
- 検査部
- 薬剤部
- 放射線科部
- リハビリテーション科部
- 臨床工学課
- 栄養課
- 地域医療連携課
- 医療安全推進室
- 治験審査委員会

## 施設認定
| 日本整形外科学会整形外科専門医制度研修施設                           | 日本眼科学会眼科専門医制度研修施設                               |
| 日本産科婦人科学会産婦人科専門医制度専攻医指導施設                   | 日本泌尿器科学会泌尿器科専門医制度教育施設                       |
| 日本病理学会病理専門医制度研修登録施設                               | 日本内科学会認定医制度教育関連病院                               |
| 日本外科学会外科専門医制度修練施設                                   | 日本小児科学会小児科専門医制度研修施設                           |
| 日本精神神経学会精神科専門医制度研修施設                             | 日本消化器外科学会消化器外科専門医制度修練施設                   |
| 日本リウマチ学会リウマチ専門医制度教育施設                           | 日本周産期・新生児医学会周産期専門医制度新生児専門医基幹研修施設 |
| 日本周産期・新生児医学会周産期専門医制度母体・胎児専門医基幹研修施設 | 北海道医師会母体保護法指定医師指定基準に基づく研修機関           |
| マンモグラフィ（乳房エックス線写真）検診施設画像認定施設             | 日本消化器病学会専門医制度認定施設                               |
| 日本顎関節学会顎関節症専門医研修施設                                 | 日本口腔外科学会専門医制度研修機関                               |
| 日本乳癌学会認定医・専門医制度認定・関連施設                         | 日本糖尿病学会教育関連施設                                       |
| 日本動脈硬化学会専門医制度教育病院                                   | 日本がん治療認定医機構認定研修施設                               |
| 日本静脈経腸栄養学会栄養サポートチーム（NST）専門療法士実施修練施設  | 一般病院連携精神医学専門医特定研修施設                           |
| 日本薬剤師研修センター病院実務研修受入施設                           |                                                                  |

## アクセス・駐車場
柳町公園大通沿い、釧路市柳町スピードスケート場（柳町公園）が隣接している。
- くしろバス・阿寒バス「日赤病院前」「日赤病院通」「共栄大通7丁目」バス停下車
- 北海道旅客鉄道（JR北海道）釧路駅から車で約7分、徒歩約20分
- 駐車場あり